# Miguel Riffo
Miguel Augusto Riffo Garay, mais conhecido como Miguel Riffo (21 de junho de 1981), é um treinador e ex-futebolista chileno que atuava como zagueiro. Atualmente, dirige o Unión La Calera.

## Carreira
Oriundo das categorias de base do Colo-Colo, o zagueiro estreou na Primeira Divisão Chilena em 2001, contra o Unión San Felipe.
Participou da Copa América 2007, que foi realizada na Venezuela e também fez parte da equipe chilena sub-23 que disputou o Pré-olímpico Sub-23 Chile 2004.

## Títulos
| Temporada     | Clube     | Título                            |
| ------------- | --------- | --------------------------------- |
| Clausura 2002 | Colo-Colo | Primeira Divisião Chilena Campeão |
| Apertura 2006 | Colo-Colo | Primeira Divisião Chilena Campeão |
| Clausura 2006 | Colo-Colo | Primeira Divisião Chilena Campeão |
| Apertura 2007 | Colo-Colo | Primeira Divisião Chilena Campeão |
| Clausura 2007 | Colo-Colo | Primeira Divisião Chilena Campeão |